# Lucien Cambas
Lucien Cambas (Saint-Quirin, 21 août 1916 - Strasbourg, 14 mai 1961), est un militaire français, Compagnon de la Libération. Engagé volontaire, il est fait prisonnier au début de la Seconde Guerre mondiale et rejoint la France libre après s'être évadé. Membre du bureau central de renseignements et d'action, il est parachuté en France et occupe d'importantes fonctions au sein des forces françaises de l'intérieur. Il poursuit ensuite sa carrière militaire et participe aux guerres d'Indochine et d'Algérie.

## Biographie

### Jeunesse et engagement
Lucien Cambas naît le 21 août 1916 à Saint-Quirin alors dans le district de Lorraine de l'Empire allemand. En 1935, il s'engage pour trois ans dans les sapeurs-pompiers qui à l'époque étaient encore, dans certaines villes, des unités militaires. Affecté au régiment de sapeurs-pompiers de Sarrebourg, il doit cependant quitter celui-ci pour raisons de santé et est muté au 46e régiment d'infanterie à Paris.

### Seconde Guerre mondiale
Sergent-chef lors du déclenchement de la Seconde Guerre mondiale, il participe à la bataille de France et s'illustre le 28 mai 1940 en défendant les portes de Lille où il est fait prisonnier par la wehrmacht. Après presque un an d'internement, il parvient à s'évader le 24 avril 1941 et rejoint la France où, incorporé à l'armée d'armistice, il est affecté au 24e bataillon de chasseurs alpins (24e BCA). Cependant, en désaccord avec l'armistice du 22 juin 1940, il cherche à rejoindre la France libre. En novembre 1942, accompagné de Louis Mangin, commandant d'une compagnie du 24e BCA, il parvient à passer en Espagne avec l'intention de rejoindre l'Afrique du Nord. Arrêté et emprisonné à Pampelune en décembre, il fait la connaissance en cellule de Maurice Bourgès-Maunoury. Libéré le 15 mars 1943, il parvient jusqu'à Gibraltar d'où il peut s'envoler vers l'Angleterre.
Engagé dans les forces françaises libres, il est affecté au bureau central de renseignements et d'action (BCRA). Volontaire pour les missions spéciales en France occupée, il suit un entraînement au parachutisme et aux techniques de sabotage. Le 15 septembre 1943, il est parachuté près de Lons-le-Saunier et retrouve comme officier de liaison  son compagnon d'évasion Louis Mangin, devenu délégué militaire de la zone sud. Ce dernier voit ses responsabilités étendues à la zone nord et Lucien Cambas, installé à Paris peu après son parachutage, devient auprès de lui responsable du recrutement des agents de liaison et de la sécurité des liaisons et de la communication entre le délégué militaire de zone (DMZ) et la résistance. En février 1944, les deux hommes retrouve une connaissance, Maurice Bourgès-Maunoury, qui remplace Louis Mangin comme DMZ et amène Lucien Cambas dans la région lyonnaise pour l'assister dans ses fonctions.
Promu colonel FFI par le général Kœnig le 6 juin 1944, Cambas est nommé délégué militaire régional de la région R3. À ce poste, il recrute et entraîne plusieurs milliers d'hommes qui contribuent par leurs actions à empêcher les troupes allemandes venues de Bordeaux de franchir le Rhône pour contrer les troupes alliées débarquées en Provence en août. En octobre, il est nommé adjoint du colonel Henri Zeller, commandant la 16e région militaire à Montpellier. En avril 1945, il est réaffecté au BCRA, entre-temps renommé direction générale des études et recherches (DGER). Il y termine la guerre et est promu capitaine à titre définitif en juin 1945.

### Après-guerre
Affecté aux troupes d'occupation en Allemagne, Lucien Cambas est responsable administratif du cercle de Freudenstadt puis de Sarrebruck. Il reste en Allemagne jusqu'en 1948 puis est muté à Madagascar où il commande une compagnie d'infanterie. Il participe ensuite à la guerre d'Indochine et à la guerre d'Algérie. Après un séjour au Maroc et une promotion comme chef de bataillon en 1957, il retourne en Algérie jusqu'en 1960 puis est muté au 57e régiment d'infanterie à Sarrebourg en octobre 1960.
Lucien Cambas meurt le 14 mai 1961 à Strasbourg, des suites d'une maladie contractée en service. Il est inhumé dans son village natal.

## Décorations
|  |  |  |  |  |  |
|  |  |  |  |  |  |
|  |  |  |  |  |  |
|  |  |  |  |  |  |
|  |  |  |  |  |  |

| Officier de la Légion d'honneur[Quand ?]                      | Officier de la Légion d'honneur[Quand ?]                      | Compagnon de la Libération                                           | Compagnon de la Libération                                           | Croix de guerre 1939-1945 Avec une palme                | Croix de guerre 1939-1945 Avec une palme                |
| Croix de guerre des Théâtres d'opérations extérieurs          | Croix de guerre des Théâtres d'opérations extérieurs          | Médaille de la Résistance française                                  | Médaille de la Résistance française                                  | Médaille des évadés                                     | Médaille des évadés                                     |
| Croix du combattant volontaire Avec agrafe "Guerre 1939-1945" | Croix du combattant volontaire Avec agrafe "Guerre 1939-1945" | Croix du combattant volontaire de la Résistance                      | Croix du combattant volontaire de la Résistance                      | Croix du combattant                                     | Croix du combattant                                     |
| Médaille coloniale Avec agrafe "Madagascar"                   | Médaille coloniale Avec agrafe "Madagascar"                   | Médaille commémorative des services volontaires dans la France libre | Médaille commémorative des services volontaires dans la France libre | Médaille commémorative française de la guerre 1939-1945 | Médaille commémorative française de la guerre 1939-1945 |
| Médaille commémorative de la campagne d'Indochine             |                                                               |                                                                      |                                                                      |                                                         |                                                         |